# Neusvleugelen
Neusvleugelen of  neusvleugelademen is een symptoom waarbij de neusvleugels opvallend gespreid worden tijdens de inademing in een poging meer zuurstof in de longen te krijgen.  Neusvleugelademen komt voor bij longontsteking, met name bij jonge kinderen. In combinatie met hoesten, piepende ademhaling kan de diagnose astma worden overwogen.